# Municipio de Woodville (Nebraska)
El municipio de Woodville (en inglés: Woodville Township) es un municipio ubicado en el condado de Platte, en el estado estadounidense de Nebraska. En el año 2010 tenía una población de 155 habitantes y una densidad de 1,69 personas por km².

## Geografía
El municipio de Woodville se encuentra ubicado en las coordenadas 41°34′31″N 97°45′53″O / 41.57528, -97.76472. Según la Oficina del Censo de los Estados Unidos, el municipio tiene una superficie total de 91.62 km², de la cual 91,61 km² corresponden a tierra firme y (0,01 %) 0,01 km² es agua.

## Demografía
Según el censo de 2010, había 155 personas residiendo en el municipio de Woodville. La densidad de población era de 1,69 hab./km². De los 155 habitantes, el municipio de Woodville estaba compuesto por el 100 % blancos.